# 46 (číslo)
Čtyřicet šest je přirozené číslo. Následuje po číslu čtyřicet pět a předchází číslu čtyřicet sedm. Řadová číslovka je čtyřicátý šestý nebo šestačtyřicátý. Římskými číslicemi se zapisuje XLVI.

## Matematika
Čtyřicet šest je
- součet tří druhých mocnin ({\displaystyle 1^{2}+3^{2}+6^{2}})

## Chemie
- 46 je atomové číslo palladia

## Ostatní
- počet lidských chromozomů
- film z roku 2003 se jmenuje Code 46
- číslo MotoGP závodníka, Valentina Rossiho
- +46 je mezinárodní telefonní předvolba Švédska

## Roky
- 46
- 46 př. n. l.
- 1946